# Hillebrandia sandwicensis
Hillebrandia sandwicensis là một loài thực vật có hoa trong họ Thu hải đường. Loài này được Oliv. mô tả khoa học đầu tiên năm 1866.

## Hình ảnh

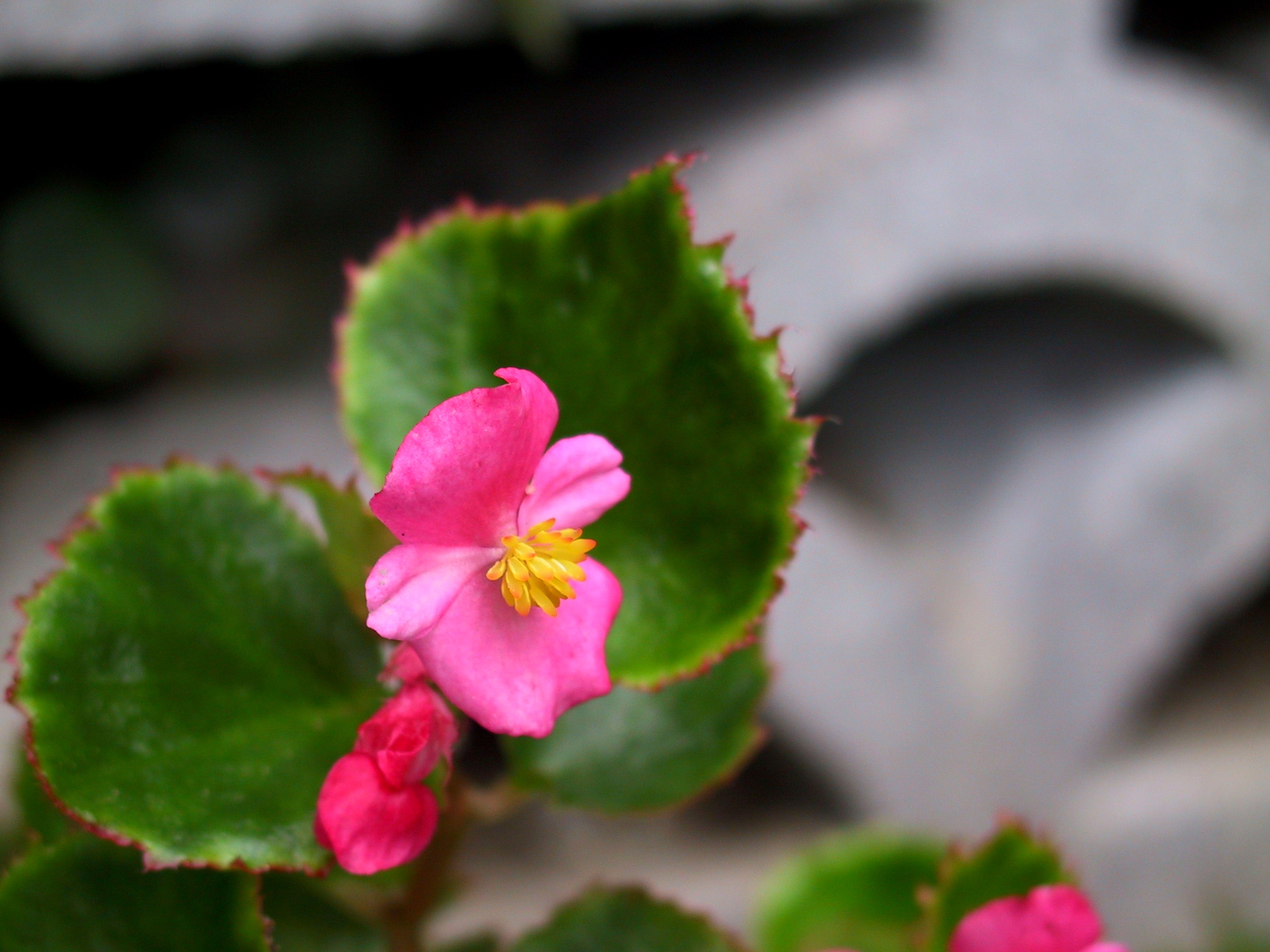